# Šćepan Mijušković
Šćepan Mijušković, na crnogor. ćiril. Шћепан Мијушковић, (Kuna, Pješivci, Nikšić) 1872. - Nikšić, 21. veljače 1924.), bio je crnogorski časnik - komandir (hr. bojnik), ratni heroj, član Crnogorske stranke, nositelj najviših crnogorskih vojnih odličja, borac Za Pravo, Čast i Slobodu Crne Gore kojega su svirepo ubile srpske vlasti kao protivnika prisajedinjenja Kraljevine Crne Gore.

## Časnička karijera
Završio je Šćepan Mijušković dočasničku i časnički školu na Cetinju. 
Godine 1910. proizveden u čin kapetana (satnik), a 1911. godine u čin komandira Crnogorske vojske. Istaknuti je junak, sudionik u balkanskim ratovima 1912. – 1913. godine. Bio je zapovjednik Pješivačkog bataljuna. 
U Drugom balkanskom ratu zapovjednik kombiniranog Čevsko-Bjeličko-Pješivačkog bataljuna u srpsko-crnogorskim borbama protiv Bugara na Zletovskoj rijeci. Srpski kralj Petar I. Karađorđević odlikovao je Mijuškovića Karađorđevom zvezdom, koju će on, sa skupinom odlikovanih crnogorskih časnika i vojnika, odbiti primiti zbog zahtjeva srpskih vlasti za naknadom štete koju su, navodno, počinile crnogorske postrojbe tijekom logorovanja na području Srbije. Sudjelovao je i u Prvom svjetskom ratu (1914. – 1916.). 
Po vojnom slomu Crne Gore je 1916. godine konfiniran u madžarski logor Boldogason, u kojemu je ostao do kapituliranja Austro-Ugarske Monarhije.

## Protivnik prisajedinjenja
Odbio je Šćepan Mijušković dati 1918. godine časničku prisegu vjernosti srpskom kralju Petru I. Karađorđeviću i odbio primiti mirovinu Kraljevine SHS. 
Jedan je od organizatora Božićne pobune protivu srpskog anaektiranja Crne Gore. Srpske ga vlasti uhićuju te je od 1919. do 1921. godine zatvorenik u podgoričkom zatvoru Jusovača. Skupa s 42 druga zatočena crnogorska časnika Mijušković je potpisnik 14. listopada 1920. godine Izjave crnogorskih časnika kojom se dokazuje protupravnost i ništavnost odluka Podgoričke skupštine iz 1918. godine. Mijušković je bio neizlječivo obolio od tuberkuloze.

## Ubojstvo
Kad je oslobođen Mijušković je živio u Nikšiću i bio je pod stalnom prismotrom vlasti. 
U srpskim je policijskim izvješćima, koja su 1990-ih publicirana u radovima crnogorskih povjesničara, označen kao veoma opasan protivnik koji održava tajne veze s crnogorskim komitama u planinama. 
Srpski časnici Milan Kalabić i Vasilije Grbić, s oružanom pratnjom čete žandara, uhitili su 21. veljače 1924. godine brigadira Mijuškovića, privezali ga skupa s njegovim rođakom Stevanom Mijuškovićem, te prijateljima Vidakom Magovčevićem, Aleksandrom Mijuškovićem, Radovanom Mijuškovićem, Đorđem Vukičevićem i Nikolom Vulanovićem. Automobilom su ih transportirali u kasarnu žandarmerije. 
Mijušković je tučen željeznim šipkama i vrećama napunjenim pijeskom, do smrti. Njegovo je tijelo u noći 21. na 22. veljače 1924. godine bačeno u obližnju jamu na Trebjesi. Ubijen je i njegov rođak Stevan Mijušković.
Posmrtni su ostatci Šćepana Mijuškovića pronađeni tek 72 dana nakon ubojstva.
Autopsija je dokazala da je imao smrvljena rebra, te da su mu, tijekom mučenja, srpski žandari na živo vadili bubrege. Srpski časnici Kalabić i Grbić bili su na kasnijem suđenju oslobođeni odgovornosti i za "kaznu" premješteni izvan Crne Gore.

## Reagiranja
Jedan rođak ubijenoga Šćepana Mijuškovića pronašao je Milana Kalabića 1940. godine u Beogradu i pokušao ga ubiti, ali je ovaj preživio. Milan Kalabić je otac četnika Nikole Kalabića koji je OZNA-i pomogao 1946. godine u uhićenju četničkoga vođe Dragoljuba Mihailovića. 
O zločinu je pisao 1920-ih sav ondašnji tisak, a reagirali su crnogorski, hrvatski i dio srpskih oporbenih zastupnika u beogradskoj Narodnoj skupštini. No, počinitelji ubojstva nikada nisu bili kažnjeni.
Obitelj komandira Mijuškovića je 1924. godine tiskala smrtovnicu u kojoj je pisalo (izv. crnogorski):
Priču o zlodjelu Milana Kalabića i srpskih žandara pronijela se i do Slovenije pa je 29. travnja 1924. godine tamošnji list Delavec objavio:
U povodu ubojstva Mijuškovića, hrvatski političar Stjepan Radić je 1. svibnja 1924. godine objavio manifest Braćo Crnogorci u kojem, ispred 70 hrvatskih zastupnika Skupštine Kraljevine SHS poručuje:

## Vanjske poveznice
- Krvava misija majora Milana Kalabića (crnog.)
- Portret brigadira Šćepana Mijuškovića (crnog.)
- Crnogorski premijer evocira uspomenu na Šćepana Mijuškovića (crnog.)